# Ewa Sowińska
Eva Barbara Sowińska (* 5. března 1944 Bydhošť) je polská lékařka a politička z Ligy polských rodin. Od roku 2004 je poslankyní Sejmu, od jara 2006 zastává úřad Mluvčí práv dítěte.

## Kariéra
V roce 1968 Ewa Sowińska ukončila studia na Lékařské fakultě Akademie medicíny v Białymstoku (Akademia Medyczna w Białymstoku). V 1978 získala II. stupeň specializace v oboru vnitřních chorob.
Po ukončení studií pracovala jako lékařka: v letech 1968–1972 jako mladší asistent ve vesnickém centru zdraví ve vojvodství pomořském, v letech 1972–1977 jako asistent ve vesnickém centru zdraví ve vojvodství lodžském, od 1977 do 1982 jako vedoucí zdravotního střediska č. 52 w Lodži a od 1982 do 2004 jako starší asistent ve Vojvodském středisku medicíny v Lodži (Wojewódzki Ośrodek Medycyny Pracy w Łodzi).
V letech 1977–1980 byla členkou komunistické Polské sjednocené dělnické strany (Polska Zjednoczona Partia Robotnicza), v letech 2003–2004 pracovala v Katolicko-národní hnutí (Ruch Katolicko-Narodowy), od roku 2004 je členkou Ligy polských rodin.
Ve volbách do Sejmu v září 2001 kandidovala za LPR v okrese lodžském. Mandát získala v létě 2004 jako náhradnice za Urszulu Krupovou, která se mandátu vzdala poté, co byla zvolena do Evropského parlamentu. Ve volbách 25. září 2005 Sowińska poslanecký mandát obhájila.
24. března 2006 ji Sejm vybral do úřadu Mluvčí práv dítěte, 30. března potvrdil volbu i Senát. Úřad převzala po složení slibu 7. dubna 2006.

## Kontroverze
- v roce 2006 navrhovala povinnou registraci každého svazku spočívajícího ve společném bydlení či provozováním společného hospodaření v domácnosti.
- v březnu 2007 roku požadovala vytvoření seznamu povolání, které by nesměli vykonávat homosexuálové. Měli na něm být povolání přicházející do kontaktu s dětmi a mládeží, např. učitelé a vychovatelé na internátech.
- v dubnu 2007 zveřejnila televize TVN její dopis papeži Benediktu XVI. na podporu arcibiskupa Stanisława Wielguse, počátkem roku kritizovaného za spolupráci s komunistickou tajnou policií. Kontroverze vzbudil nejen jeho obsah, podle kterého byly požadavky na Wielgusovo odstoupení projevem války laických médií a laicko-zednářských spolků proti Církvi, Jejím pastýřům a lidu Božímu, ale také fakt, že dopis byl odeslán na hlavičkovém papíře jejího úřadu.[1]

| Mluvčí práv dítěte      | Mluvčí práv dítěte   | Mluvčí práv dítěte       |
| ----------------------- | -------------------- | ------------------------ |
| Předchůdce: Paweł Jaros | od 2006 Ewa Sowińska | Nástupce: Marek Michalak |